# World Series of Poker 1980
De World Series of Poker 1980 werd gehouden in de Binion's Horseshoe in Las Vegas van 6 mei t/m 22 mei. Het was de 11de editie van de World Series of Poker, het grootste pokerevenement ter wereld.

## Toernooien
| Event                        | Winnaar                   | Prijs    | Tweede           |
| ---------------------------- | ------------------------- | -------- | ---------------- |
| $1.000 Seven Card Stud Split | Mickey Appleman           | $30.800  | Onbekend         |
| $1.000 No Limit Hold'em      | Robert Bone               | $69.000  | David Baxter     |
| $2.000 Draw High             | Pat Callihan              | $15.600  | Irv Warsaw       |
| $400 Ladies' Seven Card Stud | Deby Callihan             | $14.880  | Linda Davis      |
| $5.000 Seven Card Stud       | Peet Chris                | $90.000  | Stu Ungar        |
| $10,000 Deuce to Seven Draw  | Sarge Ferris              | $150.000 | Doyle Brunson    |
| $1.500 No Limit Hold'em      | Gene Fisher               | $113.400 | Louis Hunsaker   |
| $1.000 Ace to Five Draw      | Jim Fugatti               | $35.600  | Johnny Hale      |
| $600 Mixed Doubles           | A. J. Myers & Lynn Harvey | $7.380   | Onbekend         |
| $500 Seven Card Stud         | Bobby Schwing             | $52.800  | Don Holt         |
| $1.000 Seven Card Razz       | Lakewood Louie            | $33.600  | Joe Macchiaverna |

## Main Event
Het Main Event was het grootste toernooi van de WSOP van 1980. Het is een 10.000 dollar No-Limit Texas Hold'em toernooi. De winnaar van dit toernooi wordt gezien als de officieuze wereldkampioen poker. Er deden in totaal 73 spelers mee.

### Finaletafel
| Positie | Naam             | Prijs    |
| ------- | ---------------- | -------- |
| 1       | Stu Ungar        | $365.000 |
| 2       | Doyle Brunson    | $146.000 |
| 3       | Jay Heimowitz    | $109.500 |
| 4       | Johnny Moss      | $73.000  |
| 5       | Charles Dunwoody | $36.500  |
| 6       | Gabe Kaplan      | Geen     |